# Кузин, Андриан Тимофеевич
Андриан Тимофеевич Кузин (1 сентября 1895 года, д. Круглое, Тульская губерния, Российская империя — после 1955 года, Москва, СССР) — советский военачальник, полковник (05.03.1940).

## Биография
Родился 1 сентября 1895 года в деревне Круглое, ныне Верховского района Орловской области. Русский. До призыва в армию работал конторщиком на станции Валуйки Юго-Восточной ж. д..

### Военная служба

#### Первая мировая война и революция
В июне 1916 года мобилизован на военную службу и зачислен в 197-й пехотный запасный полк в городе Александров Владимирской губернии. В том же месяце убыл на Юго-Западный фронт, где воевал в составе 212-го пехотного Романовского полка 53-й пехотной дивизии (на р. Стоход). В мае 1917 года там же окончил учебную команду и в июне командирован в 3-ю Киевскую школу прапорщиков. Будучи юнкером, записался в Киевскую организацию партии левых эсеров (выбыл 7 июля 1918 г.). 2 ноября 1917 года выпущен прапорщиком и назначен командиром взвода в 191-й пехотный запасной полк в городе Мценск. В феврале 1918 года демобилизован и по возвращении на родину работал конторщиком на станции Верховье Юго-Восточной ж. д. С марта был секретарем Верховского революционного железнодорожного комитета, с апреля — дежурным комиссаром при Центральном телеграфном управлении Юго-Восточной ж. д. (г. Воронеж), с августа — заведующим культпропомом Елецкого районного революционного железнодорожного комитета.

#### Гражданская война
26 октября 1918	года добровольно вступил в РККА и назначен командиром отдельной железнодорожной коммунистической роты при 8-й армии Южного фронта. Член РКП(б) с 1918 года. С декабря был комиссаром службы движения и пути на участке Валуйки, Купянск Юго-Восточной железной дороги, с марта 1919 года — комиссаром Финансового управления Левобережной ж. д. в городе Киев. С августа 1919 года учился в Академии Генштаба (с 1921 г. Военная академия РККА). В мае 1921 года со 2-го курса был командирован в Народно-революционную армию Дальневосточной республики в город Чита, где исполнял должность помощника начальника и начальника оперативного отделения Оперативного управления штаба армии. В октябре возвратился в академию для продолжения учёбы. После окончания основного курса в сентябре 1922 года переведен слушателем в восточный отдел академии.

#### Межвоенные годы
По завершении учёбы, в июле — октябре 1924 года, состоял в распоряжении Разведывательного управления Штаба РККА, затем был направлен в длительную заграничную командировку со специальной задачей по разведке местности (тракты и перевалы), работу исполнил хорошо, дав детальное описание маршрута Кушка — Кашгар — Кабул. Возвратившись в СССР, с апреля 1926 года служил в Разведывательном управлении РККА помощником начальника 6-й части 3-го отдела. С сентября был начальником 3-го сектора IV (разведывательного) управления Штаба РККА. С января 1927 по март 1928 года состоял в распоряжении этого управления. С 1928 года секретарь генконсульства СССР в Мазари-Шарифе (Афганистан), консул СССР в Шарасуме (Синьцзян, Западный Китай). В декабре 1936 года возвратился в СССР и в феврале 1937 года назначен военным цензором 8-го отдела Разведывательного управления РККА. С января 1939 года состоял в распоряжении Управления по комначсоставу РККА, затем в августе назначен на преподавательскую работу в Военную академию им. М. В. Фрунзе и должности преподавателя кафедры страноведения, кафедры разведки академии и Высшей спецшколы Генерального штаба. Приказом НКО от 3 марта 1941 года полковник Кузин утвержден преподавателем кафедры общей тактики Военной академии им. М. В. Фрунзе.

#### Великая Отечественная война
С войны продолжал служить в академии, с октября 1941 года исполнял должность преподавателя тактики Высших курсов усовершенствования политсостава РККА. С эвакуацией академии в том же месяце в город Ульяновск получил приказ о назначении ответственным представителем в соединениях Управления формирования частей и соединений Главного управления формирования и укомплектования войск РККА (Главупраформ). Всего за год пребывания в этой должности им было сформировано две дивизии в САВО (в г. Фрунзе и Алма-Ата), три дивизии в ЗакВО (г. Тбилиси) и корпус добровольцев-сибиряков в Новосибирске (Юргинские лагеря).
В октябре 1942 года отозван в ГУК для направления в действующую армию и в ноябре назначен заместителем командира 267-й стрелковой дивизии Воронежского фронта. С 15 ноября она вошла в 6-ю армию и вела бои на плацдарме в районе города Коротояк. С 16 по 31 декабря 1942 года её части в составе 6-й армии Воронежского, а с 19 декабря — Юго-Западного фронтов участвовали в Среднедонской наступательной операции. Форсировав реку Дон, они с боями заняли населенные пункты Белый Колодезь, Писаревка, Богучар, 20 декабря овладели селом Талы, а на следующий день вступили в Кантемировку. С занятием последней полковник Кузин назначен её комендантом.
22 января 1943 года был допущен к исполнению обязанностей заместителя командира 15-го стрелкового корпуса по тылу. В июне переведен заместителем командира 39-й гвардейской стрелковой дивизии. В составе 28-го гвардейского стрелкового корпуса 8-й гвардейской армии Юго-Западного (с 20 октября — 3-го Украинского) фронта участвовал с ней в оборонительных боях на реке Северский Донец, в Донбасской, Запорожской и Днепропетровской наступательных операциях, битве за Днепр. В течение ноября 1943 года временно командовал этой дивизией. За боевые отличия полковник Кузин был награждён орденами Отечественной войны 1-й ст. и Красного Знамени.
С 30 ноября 1943 года вступил в командование 74-й гвардейской стрелковой дивизией. С конца января 1944 года участвовал с ней в Никопольско-Криворожской наступательной операции. 1 февраля он был отстранен от командования и зачислен в резерв отдела кадров 3-го Украинского фронта, затем с 13 марта допущен к командованию 152-й стрелковой Днепропетровской Краснознаменной дивизией и в составе 8-й гвардейской армии участвовал с ней в Одесской наступательной операции. 1 апреля дивизия была включена в 28-ю армию и выведена в резерв Ставки ВГК. В конце мая вместе с ней прибыла на 1-й Белорусский фронт в район города Добруш Гомельской области, затем она была передислоцирована в город Озаричи. С 23 июня её части перешли в наступление и участвовали в Белорусской, Бобруйской, Минской, Люблин-Брестской наступательных операциях. За освобождение города Минск дивизия была награждена орденом Суворова 2-й ст. (23.06.1944). В сентябре дивизия вошла в состав 3-го Белорусского фронта и была передислоцирована в район Мариямполе. В ноябре — декабре 1944 года она занимала оборону юго-западнее Шталлупенен, затем была выведена в резерв армии. 19 января 1945 года полковник Кузин был освобожден от должности по состоянию здоровья и до конца войны находился на лечении в госпитале.
За время войны комдив Кузин был один раз персонально упомянут в благодарственном в приказе Верховного Главнокомандующего.

#### Послевоенное время
С мая по сентябрь 1945 года состоял в распоряжении ГУК, затем направлен в СГВ и в декабре был допущен к командованию 26-й стрелковой Сталинской Краснознаменной ордена Суворова дивизией. С 31 октября 1947 года по ноябрь 1948 года находился на курсах усовершенствования командиров стрелковых дивизий при Военной академии им. М. В. Фрунзе. С апреля 1949 года командовал 67-й стрелковой дивизией в Беломорском ВО. В апреле 1951 года по болезни освобожден от должности и после лечения в октябре назначен начальником военной кафедры Института народного хозяйства им. Г. В. Плеханова в Москве. 8 сентября 1955 года гвардии полковник Кузин уволен в отставку (по болезни).

## Награды
СССР
- орден Ленина (21.02.1945)[5][6]
- три ордена Красного Знамени (19.11.1943[7], 03.11.1944[8][6], 20.06.1949[9][6])
- орден Кутузова II степени (23.07.1944)[10]
- орден Отечественной войны I степени (14.06.1943)[11]
- орден Красной Звезды (13.03.1943)[12]

- - медали в том числе:
  - «XX лет Рабоче-Крестьянской Красной Армии» (1938)[7].
  - «За оборону Москвы» (20.01.1945)[13]
  - «За победу над Германией в Великой Отечественной войне 1941—1945 гг.» (1945)

Приказы (благодарности) Верховного Главнокомандующего в которых отмечен А. Т. Кузин.
- За форсирование реки Друть и прорыв сильной, глубоко эшелонированной обороны противника на фронте протяжением 30 километров и продвижение в глубину до 12 километров, а также захват более 100 населённых пунктов, среди которых Ректа, Озеране, Веричев, Заполье, Заболотье, Кнышевичи, Моисеевка, Мушичи, и блокирование железной дороги Бобруйск — Лунинец в районе ст. Мошна, Черные Броды. 25 июня 1944 года № 118.

Других государств
- орден Крест Грюнвальда 3-й степени (ПНР)
- медаль «Победы и Свободы» (ПНР)

Почётный гражданин
Андриан Тимофеевич Кузин был избран почётным гражданином города Берёза Брестской области Белоруссии (1974)